# Catedral metropolitana de Timișoara
La Catedral Ortodoxa de Timișoara, llamada también Catedral Metropolitana (en rumano Catedrala Ortodoxă din Timișoara o Catedrala Mitropolitană) es el edificio religioso más grande de Timișoara y la catedral de la Metrópoli de Banat. Tiene como patrones a los "Tres Jerarcas" (Basilio el Grande, Gregorio Nacianceno y Juan Crisóstomo). Fue construida entre 1936 y 1940 y constituye uno de los principales emblemas de la ciudad.

## Historia
La historia del edificio se relaciona con el momento clave del año 1919 cuando, el 28 de julio, Banat se unió con Rumanía. La nueva administración rumana retoma el hilo de la ortodoxia roto en 1717 y toma una serie de medidas para el estímulo de la ortodoxia, desfavorecida por la administración austriaca, ya que ésta profesaba la religión católica. De este modo, en 1926, se reanudan los servicios de la vieja parroquia de la Fortaleza, luego, en 1939, los del Obispado de Timișoara elevado a rango de arzobispado, en 1947 creándose de nuevo la Metrópoli de Banat.
Sobre este fondo se siente cada vez más aguda la necesidad de un lugar central para los creyentes de la parroquia de la Fortaleza -que frecuentaban sobre todo la iglesia San Ilie del barrio Fabrico- y, ulteriormente, también la de un lugar para una catedral representativa, conforme a la consistencia de la comunidad ortodoxa de Timișoara y del Banat rumano. La parroquia de la Fortaleza instituye un fondo para la construcción de la iglesia y lanza un llamamiento hacia el público rumano para los donativos. En 1936 existían ya todas las premisas para la edificación del monumento; incluso, el fondo de construcción era consistente, aunque la suma total necesaria era inmensa para aquel tiempo. El terreno necesario, situado en el entrecruzamiento de las arterias más importantes de la ciudad, fue donado por el Ayuntamiento y el proyecto de la iglesia fue dejado ya en el 1934 en manos de Ion Traianescu. El proyecto preveía un edificio con una capacidad de 5.000 personas. La construcción propiamente dicha comenzó el 16 de marzo de 1936 y el 20 de diciembre se puso la primera piedra de la futura Catedral. Las obras de construcción terminaron en 1940. Las campanas y las cruces de la iglesia fueron bendecidas el 23 de agosto de 1938. En cambio todos los acabados, las pinturas interiores y exteriores, fueron terminados apenas en 1956 debido a la Segunda Guerra Mundial. La catedral fue inaugurada en el año 1946 en presencia del Rey Mihai y del primer-ministro Petru Groza.

## Descripción
El estilo arquitectónico de la catedral es tanto único como también inusitado para un lugar de culto ortodoxo de estas dimensiones. Éste entrelaza la tradición religiosa rumana con la bizantino-moldava. El estilo -con nichos debajo de las cornisas, con bóvedas en forma de estrellas en el interior, con discos en una multitud de colores- puede ser encontrado en monasterios como por ejemplo Cozia o Prislop, típicos en el siglo XIV. La catedral tiene nada menos que 11 campanarios, entre los cuales la torre principal mide 83,7 metros. El fundamento es construido sobre una placa inmensa de hormigón armado, que es sostenido por más de 1000 pilones de hormigón armado, clavado hasta 20 metros bajo esta placa de hormigón. La construcción tiene una longitud de 63 m y una anchura de 32 m. Las siete campanas tienen un peso total de 8.000 kg y fueron hechos con un material traído de las islas Sumatra y Borneo. Su consonancia fue realizada por el gran compositor Sabin Drăgoi. Las pinturas interiores y exteriores fueron ejecutadas por el pintor Atanasie Demian. La Catedral Metropolitana ampara en el sótano una rica colección del arte eclesiástico antiguo de Banat y una valiosa colección de iconos. Asimismo aquí se hallan las reliquias del santo Ioan El Nuevo de Partoș, protector de los ortodoxos rumanos de Banat, antiguo obispo ortodoxo de Timișoara (1651-1655), llegado de la Montaña Athos y retirado luego al monasterio de Partoș. El museo posee 3.000 libros eclesiásticos raros, más de 800 iconos y pinturas, más de 130 objetos eclesiásticos, 10 artefactos de metal precioso, vestiduras, un templo etc. Aquí se encuentran manuscritos rumanos como por ejemplo el “Nuevo Testamento de Bălgrad” de 1648 o “Cazania lui Varlaam" de 1643. La parte del sótano correspondiente a la parte del altar abarca la necrópolis de los metropolitanos de Banat.